# Raymond Thorne
Raymond Thorne (Chicago, 29 april 1887 - Los Angeles, 10 januari 1921) was een Amerikaans zwemmer.
Raymond Thorne nam als zwemmer eenmaal deel aan de Olympische Spelen; in 1904. In 1904 maakte hij deel uit van het Amerikaanse team dat het zilver wist te veroveren. Hij speelde voor de club Chicago Athletic Association.
Thorne nam tevens deel aan het onderdeel 50 yards vrije slag, hij eindigde als zesde.
 Goud: New York Athletic Club -
Joseph Ruddy -
Budd Goodwin -
Louis Handley -
Charles Daniels -
 Zilver: Chicago Athletic Association -
Hugo Goetz -
David Hammond -
Raymond Thorne -
William Tuttle
 Brons: Missouri Athletic Club -
Gwynne Evans -
William Orthwein -
Amedee Reyburn -
Marquard Schwarz
4de: New York Athletic Club -
Edgar Adams -
David Bratton -
George Van Cleaf -
David Hesser